# René Leclerc
René LeClerc (né le 11 novembre 1947 dans la ville de Vanier au Québec) est un joueur professionnel de hockey sur glace. Il fut repêché dans la Ligue nationale de hockey par les Red Wings de Détroit en 4e ronde, 19e au total, du repêchage amateur de la LNH 1964.
Il joua 87 matches pour les Wings avant de passer dans l'Association mondiale de hockey, où il porta les couleurs des Nordiques de Québec et des Racers d'Indianapolis.